# Heaviside trinfunktion
Heaviside trinfunktion opkaldt efter Oliver Heaviside er en diskontinuert funktion givet ved:
{\displaystyle H(t)=\left\{{\begin{matrix}0&t<0\\1&t\geq 0\end{matrix}}\right.}
Værdien for t=0 kan også sættes til 0 eller ½.
Funktionens afledede er givet ved Diracs deltafunktion. Heaviside funktionen bruges bl.a. i digital signalbehandling til at angive et signal der enten er tændt eller slukket. 